# 迎恩门 (兰州)

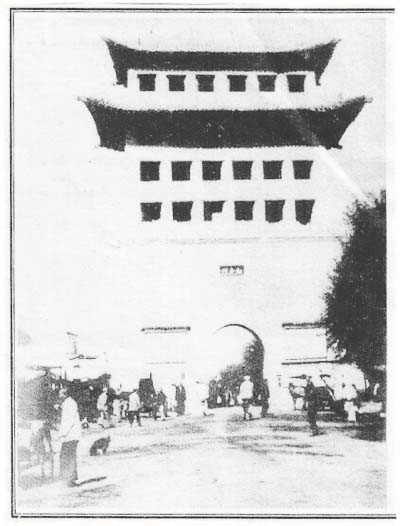
兰州迎恩门

迎恩门俗称东稍门是中国甘肃省兰州市庆阳路的东郭展筑。
庆阳路是兰州市最主要的商业街，形成于明清两代，有东、南、西三面城郭围大城，从高处而望，就像千年龟卧。西郭为龟首，正城为龟背，东郭展筑像是龟尾。 迎恩门目前已经变成兰州东方红广场东口